# Assemblea nazionale (Artsakh)
L'Assemblea nazionale (in armeno: Arts’akhi Hanrapetut’yan Azgayin Zhoghov) è stato il parlamento unicamerale della repubblica dell'Artsakh ed ebbe sede nella capitale Step'anakert.
Esso era composto da trentatré membri eletti ogni cinque anni. Dopo la riforma elettorale del 2010, 16 di questi erano eletti con il sistema maggioritario e i restanti con il sistema proporzionale. In precedenza il rapporto era di 22 a 11. Nel 2015 venne varata una nuova riforma del sistema elettorale che ha ribaltato il rapporto tra sistema maggioritario e sistema proporzionale, prevedendo a favore di quest'ultimo la distribuzione dei seggi e completando il percorso di maggiore rappresentatività: 22 per il proporzionale e 11 collegi maggioritari.
I lavori si sviluppavano anche in sei commissioni: Affari esteri, Industria ed infrastrutture, Finanza e bilancio, Affari legali e di Stato, Questioni sociali, Sicurezza e difesa. Le sessioni venivano convocate due volte l'anno (settembre-dicembre e febbraio-giugno) ma per iniziativa del Capo dello Stato potevano essere convocate sessioni straordinarie dal presidente dell'Assemblea.
L'organo legislativo si presumeva che venisse soppresso alla data del 1º gennaio 2024, conseguentemente allo scioglimento della Repubblica dell'Artsakh come da decreto del presidente in carica Samvel Šahramanyan.
Tuttavia, a fine dicembre lo stesso presidente e funzionari della repubblica dichiarano che non vi è alcun decreto di scioglimento e che le istituzioni continuano il loro lavoro in Armenia.
All'inizio di marzo 2024, le autorità azere hanno demolito l’edificio dell'Assemblea nazionale della Repubblica dell'Artsakh.